# Okcheon
Powiat Okcheon (kor. 옥천군, Okcheon-gun) znajduje się w prowincji Chungcheong Północny w Korei Południowej.

## Podział administracyjny
Powiat Okcheon podzielony jest na jedno miasteczko (eup), 8 miejscowości (myeon), 218 wsi (ri) oraz 950 domostw (ban). Lasy nieużytki i pola uprawne zajmują 85,35 powierzchni całkowitej obszaru. Poniższy zapis nazw geograficznych jest w transkrypcji poprawionej.

### Miasteczko
- Okcheon

### Miejscowości
- Dongi
- Annam
- Annae
- Cheongseong
- Cheongsan
- Iwon
- Gunseo
- Gunbuk

## Symbole
- Ptak - Gołąb - Symbolizuje mieszkańców powiatu jako czystych, łagodnych, pokojowo nastawionych i żyjących w harmonii
- Kwiat - Forsycja - Symbolizuje pracowitość i skromność mieszkańców
- Drzewo - Miłorząb dwuklapowy - Symbolizuje piękno i zamożność powiatu

## Warto zobaczyć
- Las rekreacyjny Jangyongsan - trasy górskie, leśne chaty, odkryty basen, siłownia, cena za wstęp  300 wonów dzieci i 700 wonów osoby dorosłe.
- Miejsce wypoczynkowe Janggae - park rozrywki, miejscowe muzeum, sztuczny wodospad
- Trzypoziomowa Pagoda Yongamsassang - dwie identyczne kamienne pagody w świątyni Yongam (Yongam-sa)
- Cheokhwa-bi - kamienny monument w Samyang-ri, Okcheon-eup
- Świątynia Chungmari Tapsinjedang w Cheongma-ri, Dongi-myeon
- Festiwal recytatorski Jiyong-je - corocznie w maju w Ilwon, Okcheon-eup
- Festiwal dziękczynny Jungbong - corocznie we wrześniu

Warto spróbować lokalnej potrawy zwanej Doribaengbaeng, czyli małych rybek smażonych z soją i przyprawami.